# Почётный крест немецкой матери
Почётный крест немецкой матери (нем. Ehrenkreuz der deutschen Mutter) — награда нацистской Германии, учреждённая Адольфом Гитлером 16 декабря 1938 года.

## История
Целью учреждения креста было повышение рождаемости в Германии. Награда была учреждена в трёх степенях и вручалась немецким женщинам, родившим детей, чтобы отдать им дань уважения. Бронзовый крест вручался за рождение 4—5 детей, серебряный крест — за рождение 6—7 детей, а золотой — за рождение 8 и более детей. Существовали определённые критерии для получения данной награды: родители должны были быть чистокровными немцами, и мать должна была быть действительно достойной получения такой награды.
Вручение креста сопровождалось сертификатом, денежным поощрением за каждого рождённого ребёнка, и миниатюрой креста для каждодневного ношения, а оригинал бережно хранился и надевался только для официальных случаев и церемоний. Члены всех юношеских организаций должны были приветствовать обладательниц Материнского креста.
Награда имела клеймо на обратной стороне с надписью «Ребёнок облагораживает мать» (нем. Das Kind adelt die Mutter), либо вместо этой надписи стоит дата учреждения награды (16. Dezember 1938) с росписями.

## Степени
- Бронзовый крест — вручался за рождение 4—5 детей.
- Серебряный крест — вручался за рождение 6—7 детей.
- Золотой крест — за рождение 8 и более детей.

## Иллюстрации

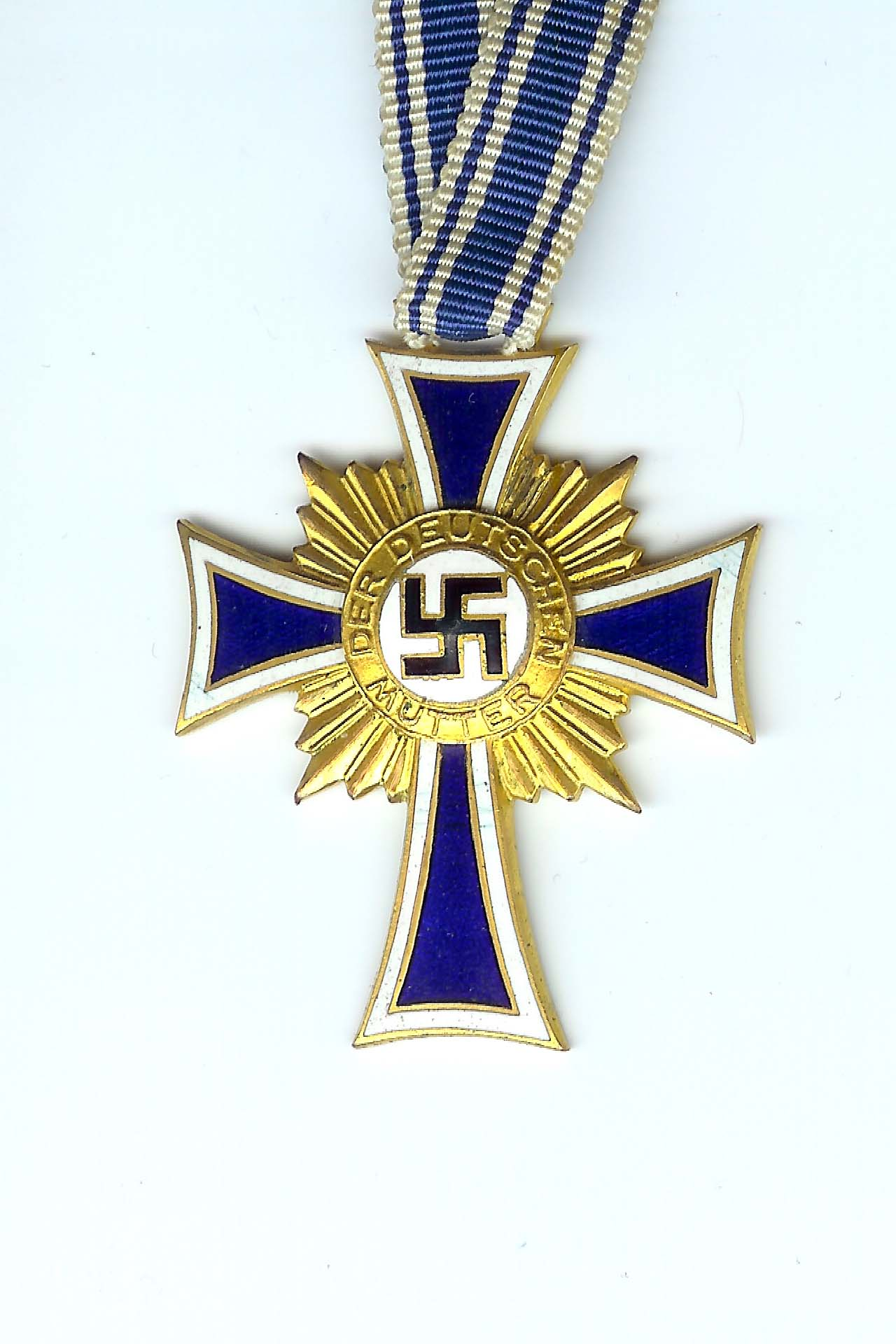
Золотой крест
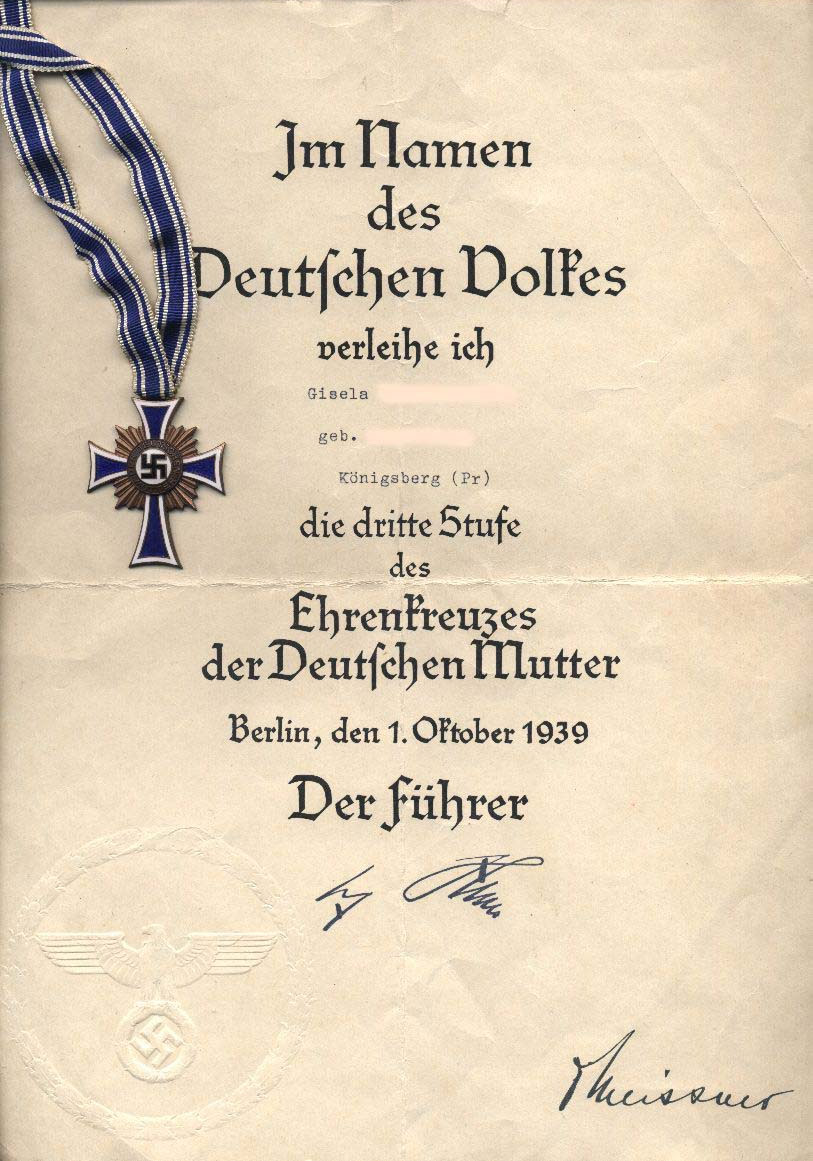
Сертификат к награде